# Zemský okres Saalfeld-Rudolstadt
Zemský okres Saalfeld-Rudolstadt (německy Landkreis Saalfeld-Rudolstadt) je zemský okres v německé spolkové zemi Durynsko. Sídlem správy zemského okresu je město Saalfeld/Saale. Má přibližně 109 tisíc obyvatel. 

## Města a obce
| Města: 1. Bad Blankenburg 2. Gräfenthal 3. Königsee 4. Lehesten 5. Leutenberg 6. Rudolstadt 7. Saalfeld/Saale 8. Schwarzatal | Obce: 1. Allendorf 2. Altenbeuthen 3. Bechstedt 4. Cursdorf 5. Deesbach 6. Döschnitz 7. Drognitz 8. Hohenwarte 9. Katzhütte 10. Kaulsdorf 11. Meura 12. Probstzella 13. Rohrbach 14. Schwarzburg 15. Sitzendorf 16. Uhlstädt-Kirchhasel 17. Unterweißbach 18. Unterwellenborn |